# Le Coucher de la Mariée
Le Coucher de la Mariée (El acostarse de la casada) es un cortometraje francés que se considera como una de las primeras películas pornográficas de la historia. Fue rodada en 1896, producida por Eugène Pirou (1841 - 1909) y dirigida por Léar (Albert Kirchner). Fue estrenada en 1903. 
La protagonista, interpretada por Louis Willy, hace un striptease durante una escena de baño. Se desconoce el nombre del actor que acompaña a Louis Willy.
La película original duraba unos 7 minutos, pero, luego de pasar años en los Archivos Fílmicos de Francia, sólo han resistido el paso del tiempo 2 durante los que sólo se ve el juego precoital.